# Elisabeth Degryse
Elisabeth Degryse (Ukkel, 22 september 1980) is een Belgisch politica voor Les Engagés. Ze is sinds 16 juli 2024 minister-president van de Franse Gemeenschapsregering.

## Biografie
Degryse studeerde aan de UCL en behaalde er de diploma's van kandidaat in de geschiedenis in 2001 en van licentiaat in de politieke wetenschappen, optie internationale betrekkingen in 2003. In het kader van het Erasmus-programma studeerde ze eveneens zes maanden in Noorwegen en na haar studies verbleef ze een half jaar in India om vrijwilligerswerk te verrichten voor een ngo.
In 2004 keerde ze terug naar België en begon ze aan een carrière in de politieke wereld. Van 2004 tot 2006 was ze medewerker op het kabinet van de Brusselse schepen Bertin Mampaka Mankamba en vervolgens was ze van 2006 tot 2008 parlementair medewerker van Brussels Hoofdstedelijk Parlementslid Denis Grimberghs. Daarna was Degryse van 2008 tot 2011 als adjunct-directeur werkzaam op het kabinet van toenmalig minister van Werk Joëlle Milquet, in die tijd tevens voorzitter van het cdH, de voorloper van Les Engagés. Ook was ze betrokken bij de organisatie van de campagne van de partij voor de regionale en Europese verkiezingen van juni 2009. 
In 2011 ging Degryse aan de slag bij de Christelijke Mutualiteiten. Van 2011 tot 2013 was ze adjunct-directeur van Solimut, de dienst voor aanvullende en facultatieve verzekeringen binnen de mutualiteit en daarna was ze van 2013 tot 2014 directrice van de christelijke mutualiteit Saint-Michel in Brussel. Begin 2015 werd Degryse vervolgens secretaris-generaal van de Landsbond der Christelijke Mutualiteiten, een functie die ze behield tot oktober 2019. Nadien was ze tot oktober 2023 de eerste vrouwelijke ondervoorzitter van de Landsbond.
In oktober 2023 nam ze ontslag uit haar functies bij de Christelijke Mutualiteiten om in de actieve politiek te stappen. Ze werd lijsttrekker van de Brusselse kieslijst van Les Engagés voor de federale verkiezingen van juni 2024 en werd als dusdanig verkozen in de Kamer van volksvertegenwoordigers. 
Op 14 juli 2024 werd ze voorgedragen als de minister-president in de Franse Gemeenschapsregering en kwam ze aan het hoofd te staan van de regering-Degryse. Twee dagen later, op 16 juli, legde Degryse officieel de eed af. Daarnaast werd ze bevoegd voor Begroting, Hoger Onderwijs, Schoolgebouwen, Cultuur, Permanente Vorming en Internationale Betrekkingen.
In de lokale politiek is Degryse sinds december 2024 gemeenteraadslid van Ukkel.